# Karl Romin
Karl Alfred Romin, född 29 december 1858 i Visby, död 6 november 1922 i Visby, var en svensk konstnär och lärare.  
Han var son till garverifabrikören Carl Petter Romin och Helena Eriksson  och bror till Gustaf Romin. Romin var uppvuxen på Strandvägen i Visby. 
Efter avslutade akademiska studier vid Uppsala universitet 1882 studerade han vid konstakademien i Düsseldorf 1884–1885 och vid Tekniska skolan 1 Stockholm 1886. Han kom senare att bedriva privata studier i etsning för Axel Tallberg i Stockholm.  Han fick  ett anseende om sig att vara en mycket bra tecknare. Han blev teckningslärare vid Tekniska skolan i Visby 1893 där han utnämndes till föreståndare 1895. Han medverkade som illustratör i tidskriften Ny illustrerad tidning och sin egen bok Wisby. 30 bilder med kortfattad texter av Carl Johan Bergman 1891. Han var en av stiftarna till Snäckgärdsbaden, engagerad i Sällskapet DBW och ansvarig för renoveringen av väggmålningarna i Burmeisterska huset.. Romin finns representerad vid Nationalmuseum i Stockholm.

## Galleri

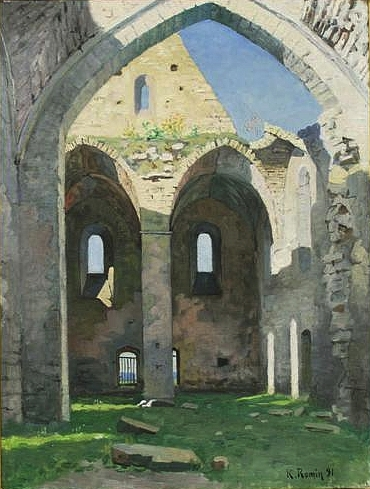
Kyrkoruin Wisby, (1891)
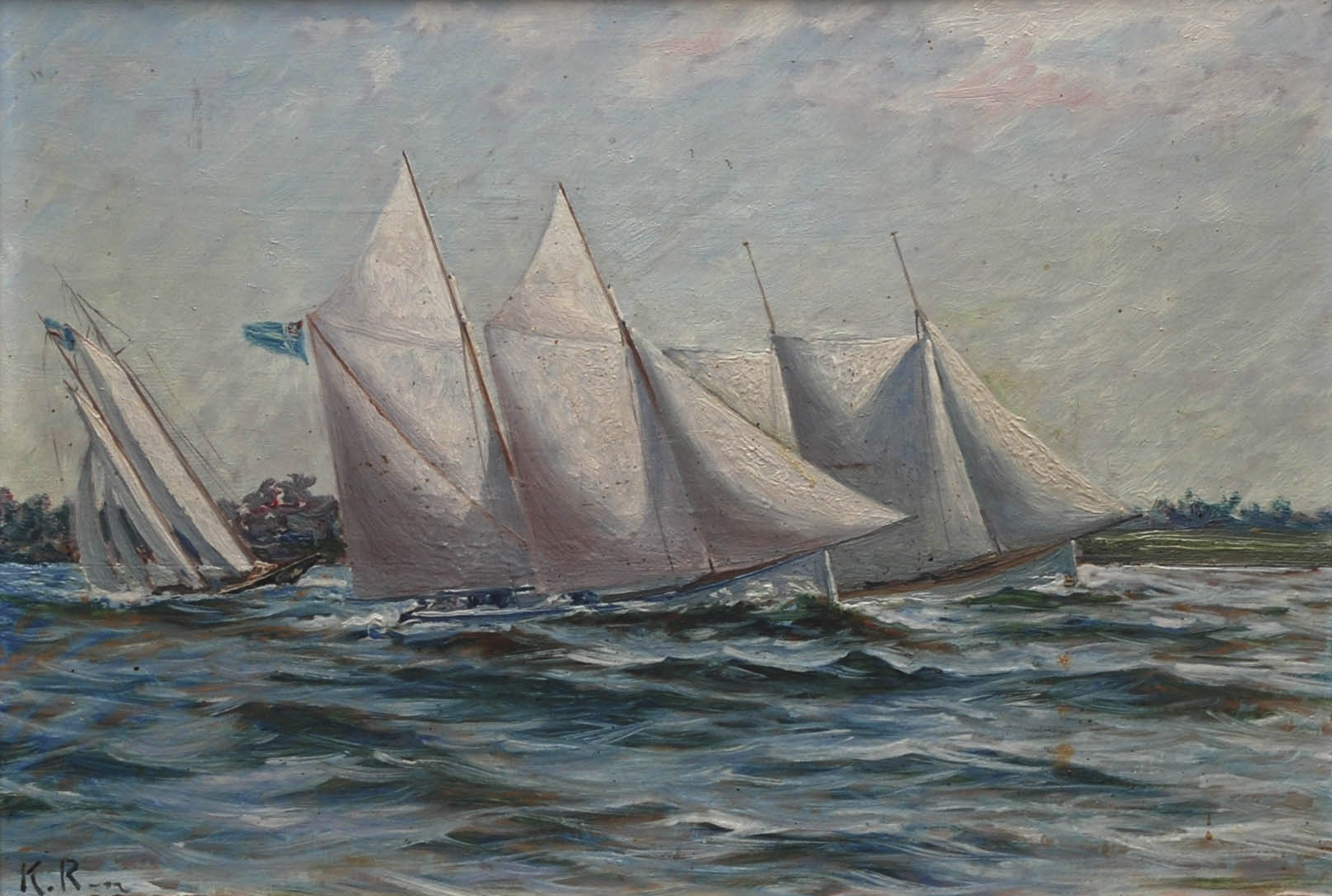
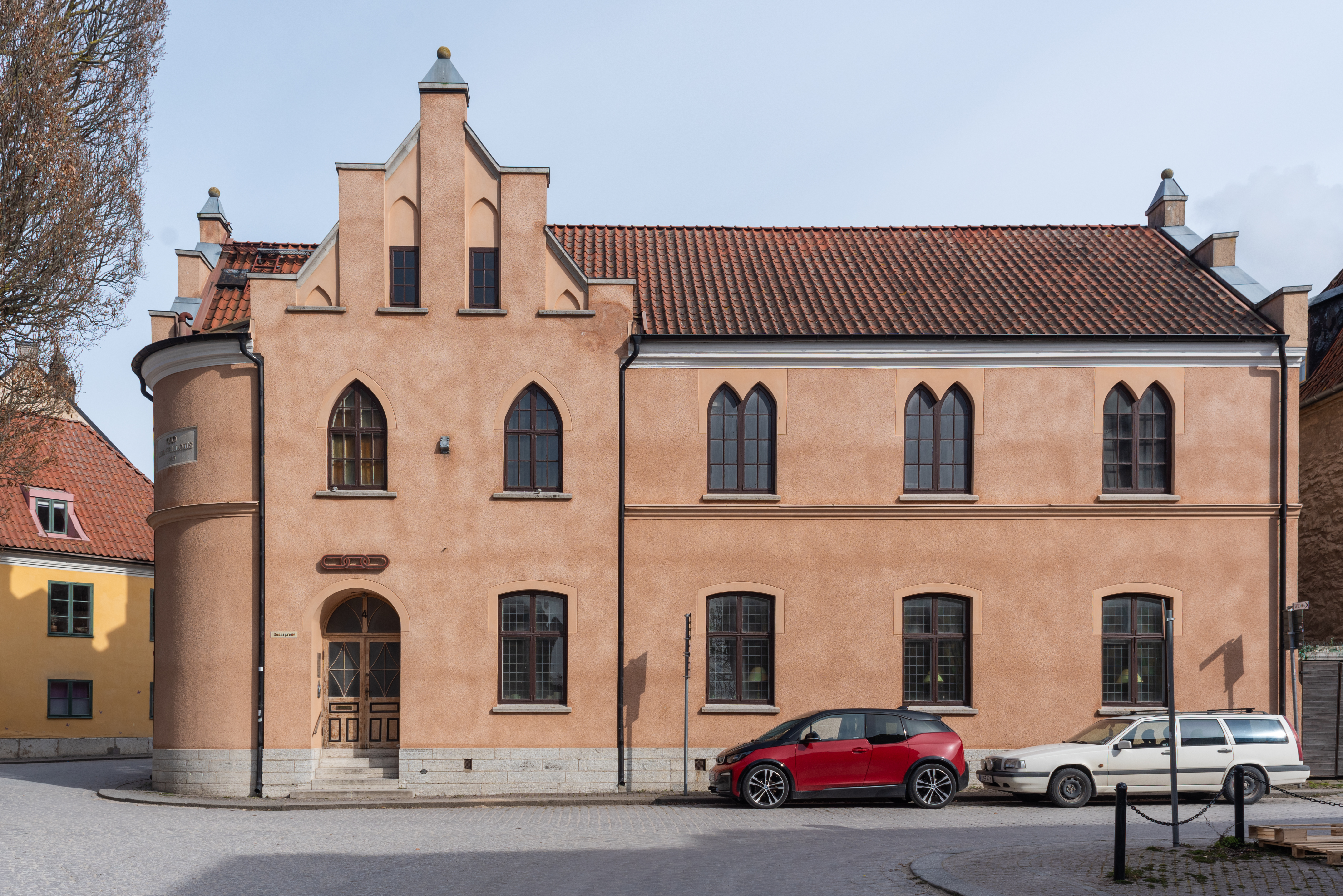
Odd Fellows hus i Visby som uppfördes efter Romins ritningar 1906.